# Pinocchio (videogioco 1995)
Pinocchio è un videogioco rompicapo e d'avventura platformer del 1995, tratto dall'omonimo film d'animazione, a sua volta tratto dal famoso romanzo di Collodi.

## Trama
Il falegname Geppetto desidera che la sua marionetta Pinocchio possa diventare un bambino vero e, nella notte, la Fata Azzurra giunge e dona la vita a Pinocchio, ma gli dice che dovrà dimostrarsi coraggioso, sincero e altruista, assistito nel suo viaggio dal Grillo Parlante.

### Livelli
1. Pinocchio si dirige a scuola, cercando di evitare di litigare con i bambini e cercando di evitare di essere colpito dal martello e i vasi del Gatto. Pinocchio ottiene la medaglia della sincerità alla fine del livello dalla Fata, ma subito dopo, la Volpe gli parla di come potrebbe diventare un attore presso il teatro di Mangiafuoco.
2. Il Grillo Parlante, ritrovato Pinocchio, cerca di assistere allo spettacolo per cercare di capire perché Pinocchio non abbia deciso di andare a casa. L'obiettivo del livello è di sistemarsi sul lampione che dà sul palco, scacciando via le falene che lo occupano.
3. Pinocchio, seguendo una combinazione di mosse e passi di ballo (presentate già dai pulsanti prima dell'inizio effettivo del livello), esegue il suo spettacolo. Dopo, Stromboli decide di rapire Pinocchio per i suoi fini, ma la Fata lo libera. Tuttavia, Pinocchio incontra di nuovo il Gatto e la Volpe che lo dirigono verso il Paese dei Balocchi, un'isola dove i ragazzi devono solo divertirsi, dove fa amicizia con un ragazzo di nome Lucignolo.
4. Pinocchio, evitando i discoli che gli hanno dato del filo da torcere nel primo livello, deve raggiungere Lucignolo in cima alle montagne russe, evitando anche le carrozze in movimento.
5. Il Grillo scopre che il Paese dei Balocchi è maledetto e che i bambini caotici si trasformano in somari. Pinocchio, che sta lentamente trasformando, scappa per la scogliera, ma è inseguito dal proprietario dell'isola e dai suoi ombrosi scagnozzi (e dai gabbiani). Pinocchio ottiene la medaglia dell'altruismo dalla Fata, a fine livello, dopo aver salvato alcuni asini dalla frusta del Postiglione e dopo averlo scaraventato in mare (dandogli una punizione che ha evitato nel film). Questo livello è parzialmente basato e ispirato ad una scena omessa dal film.
6. Pinocchio e il Grillo tornano da Geppetto, ma scoprono che il falegname stava venendo a salvarli con una barca, prima di essere inghiottito dalla Balena. Pinocchio si getta in mare, dove deve usare delle perle per evitare di galleggiare verso l'alto, ed evitando i pesci scontrosi, finché non trova la Balena, che inizia a dargli la caccia.
7. Pinocchio deve fuggire dalla Balena usando i tonni come spinta, evitando i pesci palla che lo rallentano e il Gatto (curiosamente presente), prima di essere inghiottito dal mostro. Questo livello è solo per accumulare punti e vite per gli ultimi difficili livelli.
8. Pinocchio si riunisce con Geppetto, all'interno della Balena e decide di uscire usando il fumo per farla starnutire. Pinocchio deve raccogliere abbastanza legna, accenderla e poi ritornare alla zattera di Geppetto, il tutto evitando di cadere in acqua e i gabbiani mangiati.
9. La Balena starnutisce fuori Pinocchio e Geppetto, ma inizia subito a inseguirli. Pinocchio e Geppetto devono evitare gli scogli saltando e accucciandosi ed remando velocemente ogniqualvolta la Balena si avvicina, finché la zattera non si schianta vicino alla riva, dove Pinocchio ottiene la sua ultima medaglia, quella del coraggio, dalla Fata.

Pinocchio sfugge alla Balena salvando lo svenuto Geppetto. La Fata lo ricompensa e lo trasforma in un bambino vero.